# Shawnee County
Shawnee County är ett administrativt område i delstaten Kansas, USA. År 2010 hade countyt 177 934 invånare. Den administrativa huvudorten (county seat) är Topeka.

## Geografi
Enligt United States Census Bureau har countyt en total area på 1 441 km². 1 424 km² av den arean är land och 17 km² är vatten.

### Angränsande countyn
- Jackson County - norr
- Jefferson County - nordost
- Douglas County - sydost
- Osage County - söder
- Wabaunsee County - väster
- Pottawatomie County - nordväst

### Orter
- Auburn
- Rossville
- Silver Lake
- Topeka (huvudort)
- Willard (delvis i Wabaunsee County)